# Archie Panjabi
Archana "Archie" Panjabi (Londres, 31 de maio de 1972) é uma atriz britânica que interpretou a personagem Kalinda Sharma na série The Good Wife  da rede de televisão CBS e Nas Kamal na série Blindspot da rede de televisão NBC . Em 2010, recebeu o prêmio Emmy de melhor atriz coadjuvante por seu papel na série.